# Parti nouvelle alliance
Le Parti nouvelle alliance ou PNA, PANAL (en espagnol : Partido Nueva Alianza) est un ancien parti politique mexicain qui a existé de 2005 à 2018.

## Historique
Le parti obtient son inscription auprès de l'Institut fédéral électoral le 14 juillet 2005. Il est lié au Syndicat national des travailleurs de l'éducation (SNTE).
Il est membre observateur de l’Internationale libérale.
Lors des élections fédérales de 2018, il n'obtient pas le nombre minimal de voix pour être maintenu au registre des partis et est donc dissous par l'Institut national électoral le 3 septembre de la même année.

## Congrès locaux
- Antonio Ricardo Cano Jiménez (Basse-Californie)
- Carlos Alonso Angulo Rentería (Basse-Californie)
- Jorge Miguel Cota Katzenstein (Basse-Californie du Sud)
- Silvestre de la Toba Camacho (Basse-Californie du Sud)
- José René Maldonado Sandoval (Campeche)
- Dora Luz Cigarroa Martinez (Puebla)
- Sonia Rincón Chanona (Chiapas)
- Irma Patricia Alamillo Calvillo (Chihuahua)
- Ricardo Yáñez Herrera (Chihuahua)
- Silvia Susana Muriel Acosta (Chihuahua)
- Francisco Villa Maciel (Durango)
- Fabiola Idalia Calva Chavarría (Hidalgo)
- María Dolores Monroy Bedolla (Hidalgo)
- Alejandro Gutierres Soto (Hidalgo)
- Dario Badillo Ramírez (Hidalgo)
- Ignacio Hernández Arriaga (Hidalgo)
- Luis Alberto Salinas Cruz (Nayarit)
- Víctor Héctor Benítez Quintero (Morelos)
- Xiuh Guillermo Tenorio Antiga (Mexico)
- Gloria Isabel Cañizo Cuevas (Mexico)
- Cristóbal Carmona Morales (Oaxaca de Juárez)
- Juan Manuel Macedo Negrete (Michoacán)
- Blanca Nelly Sandoval Adame (Nuevo León)
- María Dolores Leal Cantú (Nuevo León)
- Rogerio Pablo Contreras Castillo (Puebla)
- Gabriel Gustavo Espinosa Vázquez (Puebla)
- Óscar Arturo Rodríguez Cervantes (Querétaro)
- Manuel Alexander Zetina Aguiluz (Quintana Roo)
- Ángel Robles Bañuelos (Sinaloa)
- Crecenciano Espericueta Rodríguez (Sinaloa)
- Ventura Félix Armenta (Sonora)
- José Salomé Tello Magos (Sonora)
- Juan Carlos Alberto Olivares Guerrero (Tamaulipas)
- Lorenzo Moccia Sandoval (Jalisco)
- Enrique González Sandoval (Tlaxcala)
- Juan Oscar Alejandro Díaz Medina (Jalisco)
- José Lúis Lozano Gárate (Nayarit)
- Francisco Arturo Santillán Arredondo (Morelos)
- Rebeca Parada Ortega (District Fédéral)
- Fernando Espino Arévalo (District Fédéral)
- David Aguilar Solís (Chiapas)